# Валезина (Болцано)
Валезина (итал. Vallesina) је насеље у Италији у округу Болцано, региону Трентино-Јужни Тирол.
Према процени из 2011. у насељу је живело 202 становника. Насеље се налази на надморској висини од 1037 м.